# Monsieur Loyal

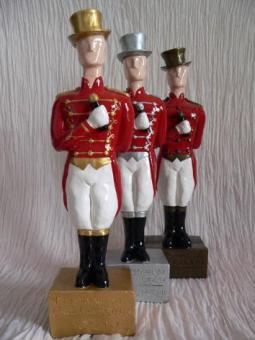
Messieurs Loyal dans leur tenue traditionnelle rappelant la culotte de peau et le spencer rouge que portait le créateur du cirque moderne Philip Astley. Ces petites statuettes sont les récompenses décernées lors du festival international du cirque de Bayeux. Il s'agit des Loyals d'or, d'argent et de bronze.

Dans le monde du cirque, Monsieur Loyal est le maître de la piste, le chef d'orchestre des numéros, particulièrement des entrées de clowns, notamment dans les duos ou trios. Son rôle est celui d'un présentateur qui anime les intermèdes, met en valeur les artistes et maintient l'attention du public tout au long de la représentation. 

## Histoire du nom
À l'origine, on trouve Anselme-Pierre Loyal (1753-1826), un artiste ayant travaillé comme sellier et artificier chez les Franconi à Lyon puis à Paris dans les années 1780-90. Surnommé « Blondin », il paraît notamment à l'affiche d'un spectacle de la Troupe Benoist Guerre à Bordeaux en 1790-1792 comme équilibriste à échelles.
Avec sa femme, Jeanne Marie Gaillard (1763-1838), fille du sauteur Jean Baptiste Gaillard, épousée en 1780, il a plusieurs fils : Pierre (1791-1848) dit Blondin Ainé ; Pierre Claude (1795-1867) dit Blondin Cadet, beau-père de Théodore Rancy ; Antoine Joseph (1800-1853) et Xavier Joseph (1805-1849) dit Lami. À la mort d'Anselme-Pierre, le cirque familial est codirigé par les quatre frères.
Pierre-Claude reprend la direction du cirque au décès de ses frères et élève un temps leur progéniture ; il meurt en 1867 et est inhumé au cimetière Saint-Jean de Vaucelles à Caen. Si le nom de « Loyal » devient célèbre dans le monde de l'équitation et du cirque, il s'impose réellement comme « emblème » du présentateur-régisseur de spectacle au cours de la génération suivante, en 1859 avec les trois fils de Xavier-Joseph, lorsque Théodore Loyal (1829-1869) puis ses frères Leopold (1833-1889) et Arsène Désiré (1838-1905) se succèdent au poste de régisseur attitré des Cirques d'Été, d'Hiver puis du Nouveau Cirque à Paris jusqu'au début du XXe siècle.
La tombe de Pierre-Claude Loyal est régulièrement honorée par les présentateurs de cirque.

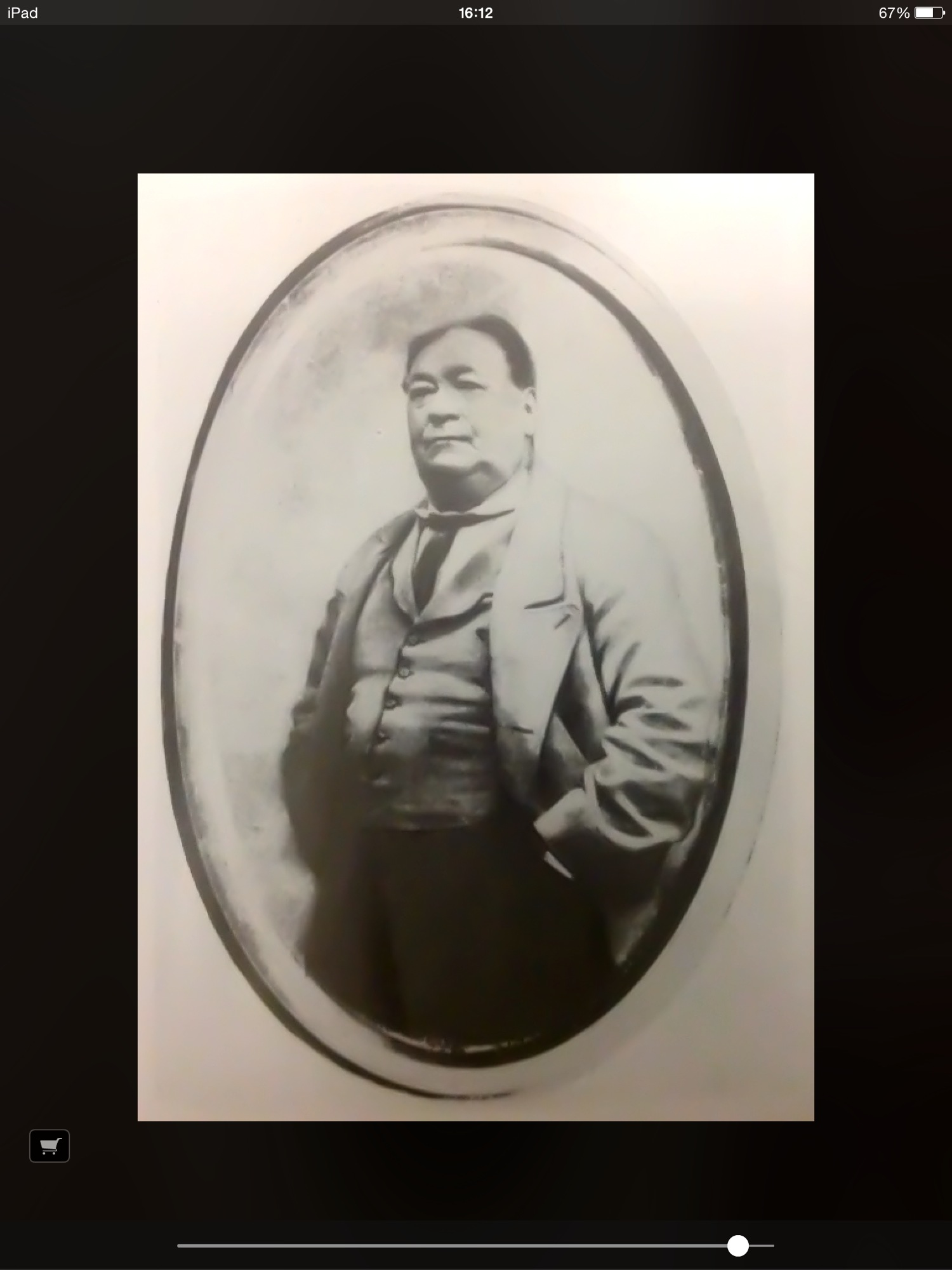
Pierre-Claude Loyal
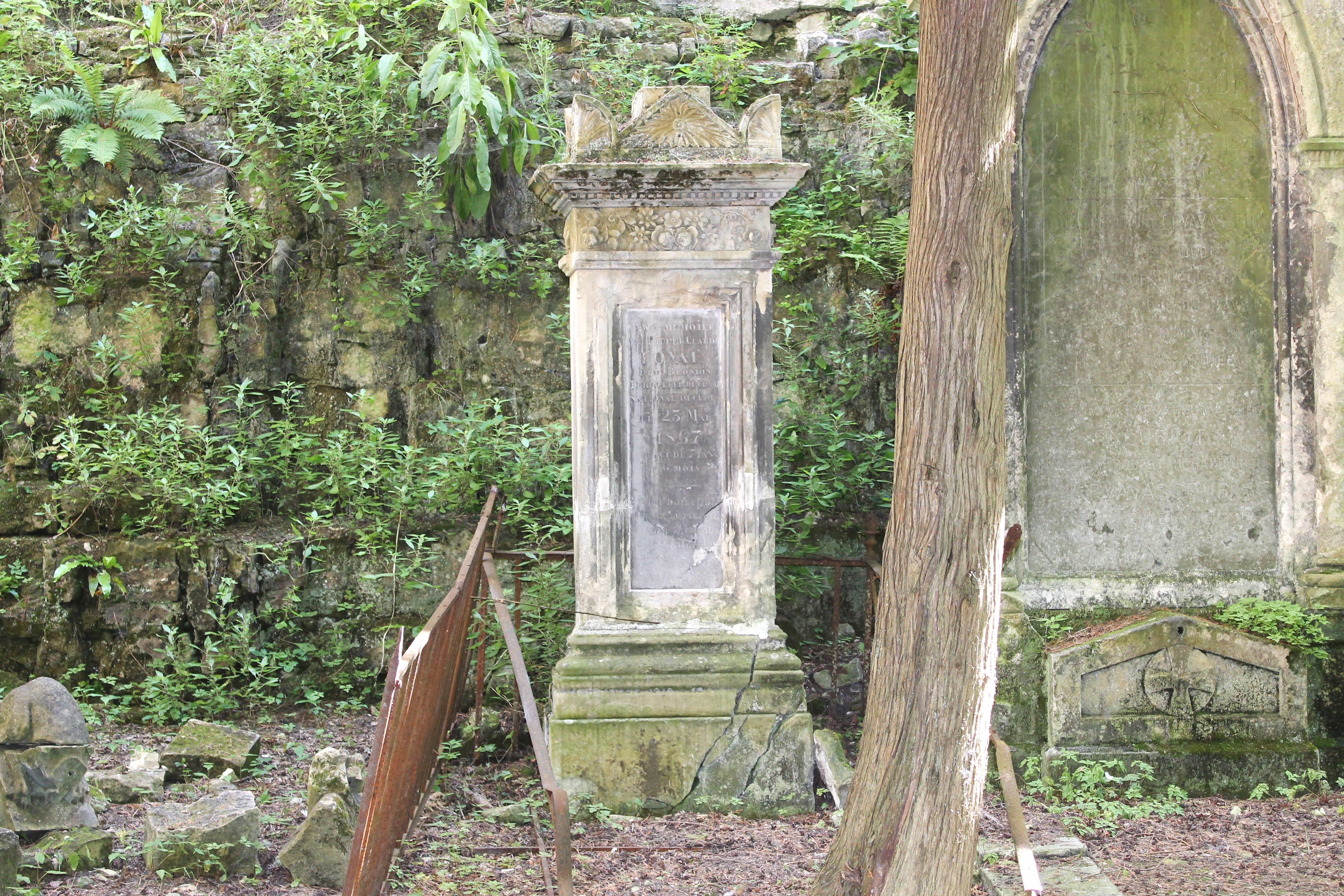
Tombe de Pierre-Claude Loyal

## Signes distinctifs
Il est le plus souvent habillé avec la traditionnelle veste queue-de-pie rouge selon la tradition britannique, héritage des vêtements de chasse à courre, le cirque étant d'essence équestre, et Monsieur Loyal le maître de manège (les anglophones disent « ringmaster »). En France, l'habit était bleu à l'origine, avant que le style d'outre-Manche ne devienne la norme.

## Vocabulaire
Dans Le Tartuffe ou l'Imposteur de Molière en 1664, Monsieur Loyal est un personnage de sergent. Son nom est alors un dérivé de « légal » et ne peut faire référence au cirque, dont la création, en tant que telle, est postérieure à cette pièce.

## En France
En France, parmi les personnes notoires ayant occupé la fonction de « Monsieur Loyal » , on compte :
- Roger Lanzac, popularisé notamment par la fameuse émission de télévision La Piste aux étoiles
- Sergio, alias Serge Drouard. Pendant vingt-deux ans animateur du Festival international du cirque de Monte-Carlo (de 1974 à 2002), du Cirque d'Hiver Bouglione à Paris et le premier Monsieur Loyal du Festival international du cirque de Massy. Il est le seul présentateur Français à avoir animé le spectacle du cirque Barnum aux États Unis et lors d'une tournée en Australie et au Japon.
- Calixte de Nigremont, Monsieur Loyal du Festival mondial du cirque de demain.